# ITK Open
L'ITK Open è un torneo professionistico di tennis giocato su campi in cemento. Fa parte dell'ITF Women's Circuit. Si gioca annualmente a Istanbul in Turchia.

## Albo d'oro

### Singolare
| Anno | Campionessa       | Finalista     | Punteggio     |
| ---- | ----------------- | ------------- | ------------- |
| 2011 | Victoria Larrière | Sarah Gronert | 6–3, 1–6, 7–5 |

### Doppio
| Anno | Campionesse             | Finaliste                          | Punteggio |
| ---- | ----------------------- | ---------------------------------- | --------- |
| 2011 | Julie Coin Eva Hrdinová | Sandra Klemenschits Irena Pavlović | 6–4, 7–5  |